# Chiesa di Santa Sabina (San Benedetto dei Marsi)
L'ex cattedrale di Santa Sabina di San Benedetto dei Marsi è stata la prima chiesa madre della diocesi dei Marsi dal 1057 al 1580. In decadenza dal XVII secolo è stata distrutta dal terremoto della Marsica del 1915. Di essa è rimasta intatta solo una parte della facciata anteriore e il portale.

## Storia

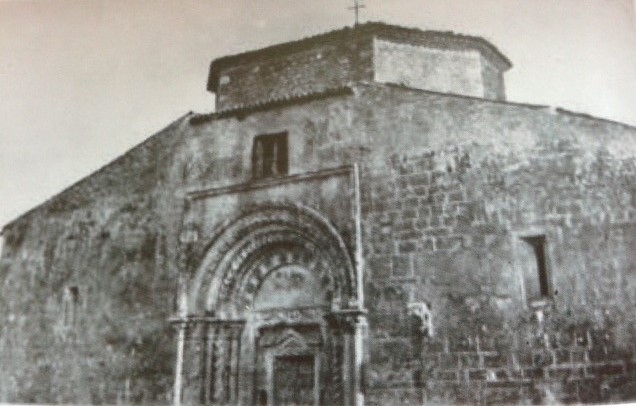
Ex cattedrale di Santa Sabina prima del 1915

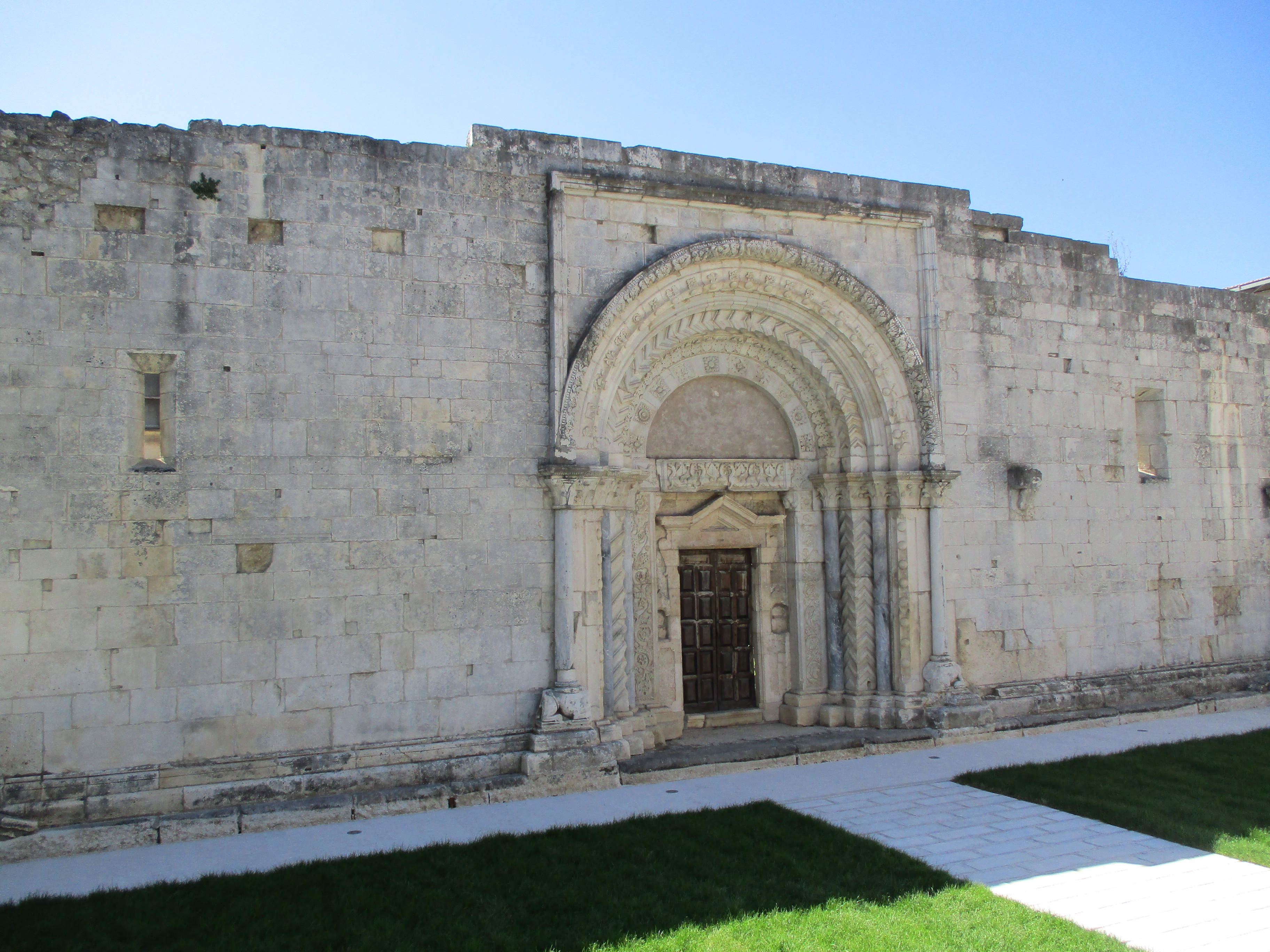
Facciata dell'ex cattedrale

I resti della chiesa di Santa Sabina, prima cattedrale della diocesi dei Marsi, si trovano a San Benedetto dei Marsi, antico municipio di epoca romana noto con il nome di Marruvium e nel medioevo come capoluogo della contea dei Marsi con il nome di Civitas Marsicana. Si tratta della luminosa facciata frontale con pregevole portale, unico elemento superstite dopo il devastante terremoto della Marsica che il 13 gennaio del 1915 la fece crollare su se stessa.
La chiesa esistente con ogni probabilità già dal V-VI secolo fu costruita in posizione attigua al decaduto foro italico di Marruvium. 
Il primo documento ad attestare l'esistenza dell'importante luogo di culto è un diploma del romanorum imperator, Ottone I di Sassonia risalente all'anno 964.
Con la bolla di Papa Stefano IX la chiesa fu elevata a cattedrale e divenne sede vescovile nel 1057. La sede della diocesi precedentemente risultava spesso vacante a causa dei conflitti fra i vari esponenti dei conti dei Marsi per il possesso e il controllo del territorio.
La chiesa di Marsia, così veniva chiamato il paese intorno al X secolo, ha vissuto il suo momento più splendente grazie all'azione del nuovo vescovo dei Marsi, Berardo fra il 1113 e il 1130, anno della sua morte. Berardo fu infatti chiamato a guidare e a riformare da Marsia la diocesi che viveva in quel periodo lo scisma di Siginulfo, esponente della famiglia Berardi capace di dividerla in due. Nel 1222 la chiesa subì gravi danni e saccheggi a seguito delle lotte tra Tommaso, conte dei Marsi e Federico II. La ricostruzione delle parti danneggiate della cattedrale avvenne solo nel 1287 in occasione della visita di Papa Onorio IV, poco prima della sua morte.
Nel 1300 iniziò la decadenza della cattedrale e dell'annesso convento di San Benedicti in Civitate Marsicana, da cui il paese attuale ha preso il nome, a favore della vicina Pescina, sede di una baronia dell'importante contea di Celano. In particolare dal 1361 quando il paese totalmente inondato dalle acque del lago Fucino dovette assistere alla prima traslazione a Pescina presso la chiesa di San Berardo delle reliquie del vescovo Berardo dei Marsi, le cui spoglie venivano conservate nella cattedrale marruviana dal 3 novembre del 1130, data della sua morte.
Con la bolla pontificia In suprema dignitatis apostolicae specula di Papa Gregorio XIII, il primo gennaio 1580 la sede vescovile venne spostata dall'antica cattedrale di Santa Sabina alla nuova cattedrale di Santa Maria delle Grazie a Pescina.
La traslazione definitiva delle reliquie di Berardo avvenne nel 1631 quando oramai la chiesa di Santa Sabina risultava in stato di abbandono e bisognosa di opere di restauro, specie nella struttura architettonica. Durante il Settecento e l'Ottocento la chiesa subì opere di saccheggio e risultò addirittura ridotta ad un quinto rispetto all'originaria grandezza. Scomparvero una vicina omonima chiesa ed il monastero benedettino, oltre al palazzo episcopale situato in località "Milvia". La chiesa fu spogliata di molti elementi come il campanile e le campane per favorire una migliore sistemazione della nuova cattedrale pescinese. Il 13 gennaio del 1915 con il terremoto della Marsica l'edificio crollò su se stesso. La sola facciata frontale rimase in piedi conservando miracolosamente il luminoso portale romanico.
Nel 2017 nel corso dei lavori di riqualificazione della facciata e dello spazio antistante la chiesa sono riemersi i resti di alcune tombe.

## Descrizione
La facciata anteriore, di cui solo una parte è rimasta in piedi intatta dopo il sisma del 1915, risale al XIII secolo e risulta più bassa rispetto alla struttura originaria. Il portale in stile romanico è sormontato da una cornice rettangolare e presenta più giri di arco a tutto sesto. Lateralmente le quattro colonne circolari di marmo sono sormontate da capitelli. Le due colonne più esterne anch'esse sono sormontate da capitelli e poggiano sul dorso di due leoni stilofori. Alcuni documenti risalenti al seicento e al settecento descrivono l'interno della chiesa che si presentava a pianta rettangolare con tre navate. Cinque erano le campate interne divise da pilastri di forma quadrata e chiuse da un'abside a semi cerchio. Il campanile quadrato si trovava sul lato sinistro. La chiesa presentava anche un elegante porticato esterno.